# Стэн — кандидат в мэры
«Стэн — кандидат в мэры» (англ. The Stanchurian Candidate) — 14 серия 2 сезона американского мультсериала «Гравити Фолз».

## Сюжет
Эпизод начинается с того, что просыпается Стэн. При надевании тапочек он почувствовал что-то мокрое. После того, как он надел очки, он прочитал записку от Мэйбл, в которой написано, что ей нужна была тара для молока, и она использовала его тапочки. Позже он идёт на кухню и хочет включить свет, но лампочка перегорает. Стэн хочет достать лампочку из шкафа, но её там не оказывается. Он находит ещё одну записку, в которой написано, что Диппер взял лампочки для костюма Зуса. Стэн идёт в магазин за лампочками, в очереди он случайно проговорился, что собирается их украсть, из-за чего на него нападает охрана. После того, как он вернулся в Хижину, то увидел, что Форд вставил свою лампочку, которая просветит 1000 лет (а также сделает кожу мягче). Стэн раздражённо выкидывает коробку с лампочками, которую он всё-таки стащил, в мусорное ведро и идёт смотреть телевизор. По новостям передают новость о том, что мэр Гравити Фолз, Юстас Бифаффтлфамптер, скончался. Стэна очень интересует, кто же заменит его на посту. После этого известия проводится общее городское собрание по выборам мэра, на которое пришёл весь город. Шериф Блабс сказал, что мэром может стать тот, кто отбрасывает тень, считает до десяти и может кинуть шляпу в кольцо. В кольцо попала шляпа Бада Глифула. Дипперу это не нравится, ведь он склоняет народ на свою сторону скидкой в 50 % на покупку любой из его подержанных машин. Прежде чем Глифул ударяет молотком и объявляет себя мэром, Стэнли бросает свою феску в кольцо, что означает, что он тоже будет баллотироваться в мэры города. После его речи о настоящих выборах множество шляп летят в кольцо и все расходятся. Бад предупреждает Стэна, что этим действием он продолжил борьбу их семей и ему будет очень неуютно жить в городе при власти Глифулов.
После ответов кандидатов на вопросы в прямом эфире на радио по телефону, Диппер и Мэйбл видят, что людям Стэн не нравится. Они дают заготовку речи, но тот утверждает, что справится и без этого. После этого Диппер обращается за помощью к Форду. Он даёт галстук, позволяющий управлять человеком. Диппер и Мэйбл испытывают галстук на Зусе, после проверки — всё работает. После речи Стэна, (которую на самом деле произнесла Мэйбл) он начинает нравиться людям. Из-за это Бад Глифул теряет популярность и не знает, что делать. Тогда он обращается к «главе избирательной кампании», а именно к Гидеону. Оказалось, что план с выборами был составлен Гидеоном, и если Глифул старший станет мэром, то он может помиловать его, чтобы тот вышел из тюрьмы. Гидеон достаёт из волос припрятанное заклинание, взятое из Дневника № 2. Он начинает читать заклинание и берёт под контроль своего отца.
Наступил день выборов. Во время прогулки по городу Стэн замечает, что все его уважают. Он приходит в кафе Ленивой Сьюзен, где ему дают обед за счёт заведения. Во время разговора с близнецами он узнаёт, что они его контролировали при помощи галстука, который изобрёл Форд. После этого Стэн обиделся на них и ушёл. После этого они видят Зуса и решают, что будут контролировать его.
Начинаются последние дебаты. Во время ответа на вопрос Отважного Дэна о налогах, Стэнли говорит про войну с соседними городами (что никому не нравится), Зус под контролем Мэйбл обещает по котёнку в каждый дом, а Тайлер молчит. Тогда Бад под контролем собственного сына поёт и танцует. И согласно городским законам, жители города бросают пшено в Бада, так как он им нравится. После небольшого перерыва Диппер и Мэйбл понимают, что с Бадом что то не так. Они узнали, что Бада контролировал Гидеон. Диппер и Мэйбл оказались в плену. Бад связал и заточил их внутри скалы-памятника старому мэру. По плану Гидеона, Бад выиграет и взорвёт памятник, а вместе с ним и близнецов. Стэн как мэр уже никому не нравится; он думает, что дети-то были правы и надо было их слушать. После этого он слышит возгласы близнецов о помощи. Они висят на стульях, которые удерживает верёвка, из носа памятника. Стэн заползает на памятник и спасает их. После того, как Стэн спас близнецов, он извинился за своё упрямство, сказав, что хотел быть героем для них, а они за то, что не поддерживали его. Но, они все ещё на горе.
Из-за храброго поступка Стэна больше всего зерна жители накидали ему. Тогда Бад взрывает статую в горе, но семья Пайнс выживает, благодаря приземлению на зерно, и Стэн стал мэром после того, как его поцеловал орёл. Позже Стэна дисквалифицируют из-за его криминального прошлого, а мэром становится Тайлер Кьютбайкер, так как он единственный кто правильно заполнил все документы. Близнецы говорят Стэну, что для них он — герой, и Мэйбл одевает на него вязаную ленту с надписью «Наш герой». Стэна это тронуло и он предложил детям заняться вандализмом в поместье мэра. Все убежали.
Во время титров Гидеон в своей камере снимает со стены плакат с котёнком, за которым было нарисовано Колесо Билла. Теперь Гидеон готов заключить новый договор с Биллом.

## Вещание
В день премьеры эпизод посмотрели 1,15 млн человек.

## Отзывы критиков
Обозреватель развлекательного веб-сайта The A.V. Club Аласдер Уилкинс поставил эпизоду оценку «B» отметив, что «подходит к этой истории как к истории, основанной на характере персонажа, а суть конфликта в эпизоде сводится к тому, может ли Стэн сделать что-нибудь, чтобы заслужить уважение близнецов, особенно когда гораздо более впечатляющий Форд просто сидит рядом». Также критик сказал, что «выступление Стэна перед горожанами, когда он говорит сам за себя, очень похоже на выступления Дональда Трампа».

## Криптограммы
- Криптограмма в титрах CWZSQVQBEWZSQVQBEWZSQVQMPHKD’MZ! расшифровывается, как GIIIIIIIIIIIIIIIIIIIIIIIIIITTTTTT’EM! (рус. Бееееееееей его!)[4].

- Криптограмма на изображении в конце 22-19 1-23-6-25 1-16-9-11 9-18 1-16-9-11 25-9-3 22-15-17 8-6-9-22-12-19-11-5 21-23-10 5-4-23-6-4 9-3-4 1-15-20-20-12-19 расшифровывается как BE WARY OF WHOM YOU BELITTLE BIG PROBLEMS CAN START OUT WIDDLE (рус. Будь осторожен с тем кого унижаешь, это может привести к большим проблемам)[4].

- Гидеон, читая заклинание, произносит непонятные слова. Если это промотать назад, то получается многократное OMINOUS SPELL (рус. Зловещее заклинание)[4].